# Gastón Guzmán
Gastón Guzmán Huerta (Xalapa, 1932- ibídem, 12 de gener de 2016) va ser un micòleg, curador i antropòleg mexicà. Se'l considera referència
obligada a nivell mundial en l'estudi del gènere de fongs Psilocybe.

## Biografia
Va néixer a Xalapa-Enríquez, Veracruz el 1932, Va morir en Xalapa, Veracruz, el 12 de gener de 2016. Des de nen va demostrar aptituds per a l'estudi de les ciències biològiques, el seu interès pel coneixement dels fongs quan estudiava en l'ENCB de l'IPN, es descriu: 
| « | «El 1955 quan era un jove de 23 anys, en adonar-me que en aquesta època no existien llibres sobre els fongs de Mèxic, i molt menys sobre els fongs del Desert de los Leones, que era el que originalment buscava, em vaig donar a la tasca d'aprendre jo mateix d'aquests organismes.» | » |

Per aquesta època Robert Gordon Wasson va redescobrir per a la ciència els fongs al·lucinògens, per 1956 Guzmán va establir una sòlida amistat i relació professional amb l'especialista de macromicets mexicà Teófilo Herrera, la qual cosa li va portar moltes oportunitats, el 1957 va acompanyar com a assistent a Rolf Singer en una expedició per estudiar els fongs neurotròpics de la zona mazateca de Huautla de Jiménez, Oaxaca, això, en recerca dels fongs sagrats utilitzats per indígenes de Mèxic i citats en l'obra de Heim i Wasson.
És en una expedició al Nevado de Toluca i al Popocatépetl quan Guzmán coneix al Dr. Wasson, això va marcar el rumb definitiu de Gastón Guzmán per a l'estudi dels fongs sagrats, en interactuar amb la ciència indígena i la ciència formal.
Es va titular de la llicenciatura el 1958, obtenint esment honorífic amb la seva tesi Estudi taxonòmic i ecològic dels fongs neurotròpics mexicans, la qual va dedicar a Singer, R. Heim, Herrera i Wasson. El 1965, va fer una estada de postgrau en la Universitat de Michigan.

## Obra
El 1971, va rebre una beca de la Fundació Guggenheim de Nova York, per recomanació de Richard Evans Schultes per a l'estudi del gènere Psilocybe, la qual cosa es va traduir en un extens llibre sobre el tema, publicat el 1977, titulat The genus Psilocybe: A systematic revision of the known species including the history, distribution, and chemistry of the hallucinogenic species, publicat el 1983 per J. Cramer de Vaduz (Alemanya). Des de llavors, ha escrit vuit llibres i més de 350 articles sobre fongs mexicans, descrit més de 200 nous tàxons de fongs a tot el món. Més de la meitat de les espècies de fongs al·lucinògens que es coneixen, van ser descobertes pel Dr. Guzmán.

### Societats
És cofundador i expresident de la Societat Mexicana de Micologia, expresident de l'Associació llatinoamericana de micologia (2000 - 2002) i és membre fundador de la Societat Micològica de Panamà.

### Càtedra
Actualment és professor emèrit de l'Institut d'Ecologia de Xalapa, on va fundar l'adscripció Col·lecció de Fongs que depèn de l'Herbari de l'Institut, no obstant això la col·lecció posseeix personal i pressupost de la Conabio i del Conacyt.
Així mateix és guia dels Mexican Mushroom Tours, un projecte de residents mexicans amb l'interès de donar a conèixer la cuina tradicional amb fongs i l'ecoturisme.

### Articles
- Guzmán, G. "Primera exploración geográfico-biológica en la península de Baja California: los aspectos biológicos de la exploración en el Territorio de Baja California. Vol. 2, vols. 81-83; vol. 88 de Bol. de la Sociedad Mexicana de Geografía y Estadística: Sociedad Mexicana de Geografía y Estadística. Con Ángel Bassols Batalla. Ed. 	Soc. Mexicana de Geografía y Estadística, 276 pp. (1958)
- Guzmán, G. "El hábitat de Psilocybe muliercula Singer & Smith (=Ps. wassonii Heim), agaricaceo alucinógeno mexicano." Revista de la Sociedad Mexicana de Historia Natural 19: 215-229 (1958)
- Guzmán, G. The Genus Psilocybe: A Systematic Revision of the Known Species Including the History, Distribution and Chemistry of the Hallucinogenic Species. Beihefte zur Nova Hedwigia Heft 74. J. Cramer, Vaduz, Alemania (1983) [now out of print]
- Guzmán, G. "Wasson and the development of Mycology in Mexico." En: Riedlinger, T.J. (ed.) The Sacred Mushroom Seeker: Essays for R. Gordon Wasson. Ethnomycological Studies 11: 83–110. Dioscorides Press, Portland, OR (1990)
- Guzmán, G. "The Sacred Mushroom in Mesoamerica." En: Miyanishi, T. (ed.) The Ancient Maya and Hallucinogens, pp. 75–95. Wakayama University, Wakayama, Japón (1992)
- Guzmán, G. "Supplement to the genus Psilocybe." Bibliotheca Mycologica 159: 91-141 (1995)
- Guzmán, G. Los nombres de los hongos y lo relacionado con ellos en América latina. Instituto de Ecología, Xalapa, Veracruz, México (1997)
- Guzmán, G. "Inventorying the fungi of Mexico." Biodiversity and Conservation 7: 365-384 (1997)
- Guzmán, G. J. Ott. "Description and chemical analysis of a new species of hallucinogenic Psilocybe from the Pacific Northwest." Mycologia 68: 1261-1267 (1976)
- Guzmán, G. S.H. Pollock. "A new bluing species of Psilocybe from Florida." Mycotaxon 7: 373-376 (1978)
- Guzmán, G. S.H. Pollock. "Tres nuevas especies y dos nuevos registros de los hongos alucinógenos en México y datos sobre su cultivo en el laboratorio." Bol Soc Mex Mic 13: 261-270 (1979)
- Guzmán, G., C. King, V.M. Bandala. "A new species of Psilocybe of section Zapotecorum from New Zealand." Mycological Res. 95(4): 507-508 (1991)
- Guzmán, G., L. Montoya Bello, V.M. Bandala. "Nuevos registros de los hongos alucinógenos del género Psilocybe en México y análisis de la distribución de las especies conocidas." Rev. Mexicana de Micología 4: 255-265 (1988)
- Guzmán, G., V.M. Bandala, C. King. "Further observations on the genus Psilocybe from New Zealand." Mycotaxon 46: 161-170 (1993)
- Guzmán, G., V.M. Bandala, J.W. Allen. "A new bluing Psilocybe from Thailand." Mycotaxon 46: 155-160 (1993)
- Guzmán, G. et al. "A new bluing Psilocybe from U.S.A." Mycotaxon 65: 191-196 (1997)